# Linda Thorson
Pour les articles homonymes, voir Thorsen.
Linda Robinson, dite Linda Thorson, est une actrice canadienne née à Toronto le 18 juin 1947. Elle est principalement connue pour son rôle de Tara King dans la sixième saison de la série télévisée des années 1960, Chapeau melon et bottes de cuir.

## Biographie
Linda Thorson part pour Londres en 1965 et commence à étudier la danse et le chant. Elle est choisie parmi deux cents candidates pour succéder à Diana Rigg aux côtés de Patrick Macnee dans la saison 6 (et dernière de la première série) de Chapeau melon et bottes de cuir en 1968-1969, en tant que Tara King. 
Elle a été engagée dans la série par John Bryce parmi une centaine de candidates. Elle a postulé sur les conseils de John Huston qui avait envisagé de l'engager dans son prochain film, et n'avait jamais vu un épisode de la série. Le choix final pour le rôle se fit entre Tracy Reed (1941-2012) et elle,.
Entre 1969 et 1973, elle n'obtient qu'un rôle, celui d'Anna dans Les Palmiers du métropolitain de Youri qui, pour un problème de publicité clandestine, n’est diffusé qu'en 1978.
Elle continue ensuite sa carrière dans de nombreux films et téléfilms, le plus souvent pour des seconds rôles et fait des apparitions remarquées dans des séries télévisées comme Le Retour du Saint, Dynastie, Clair de lune ou encore Star Trek : La Nouvelle Génération.
Elle est la seule vedette de Chapeau melon et bottes de cuir à ne pas avoir participé à la saga des James Bond. On a vu Honor Blackman dans Goldfinger, Diana Rigg et Joanna Lumley dans Au service secret de Sa Majesté et Patrick Macnee dans Dangereusement vôtre.

## Filmographie

### Cinéma
- 1977 : Valentino : Billie Streeter
- 1978 : L'Empire du Grec (The Greek Tycoon) : Angela
- 1985 : Les Murs de verre (en) (Walls of Glass) : Andrea
- 1986 : Joey : Principal O'Neill
- 1986 : Sweet Liberty d'Alan Alda : Grace James
- 1999 : L'Autre Sœur (The Other Sister) : Drew Evanson
- 1999 : Giving It Up : Marlene Gigante
- 2002 : Mission Alcatraz (Half Past Dead) : Juge Jane McPherson
- 2004 : Un soupçon de rose (Touch of Pink) : La mère de Giles
- 2004 : Straight into Darkness (en) de Jeff Burr : Maria
- 2006 : Max Havoc: Ring of Fire : Denise Blaine
- 2010 : Rachel : Une lady du Texas
- 2010 : Will (court métrage de Leonardo Guerra Seràgnoli) : Greta
- 2011 : Man on the Train : Une sœur
- 2016 : The Second Time Around : Katherine
- 2022 : Lion Versus the Little People : Gayle Bennet

### Télévision

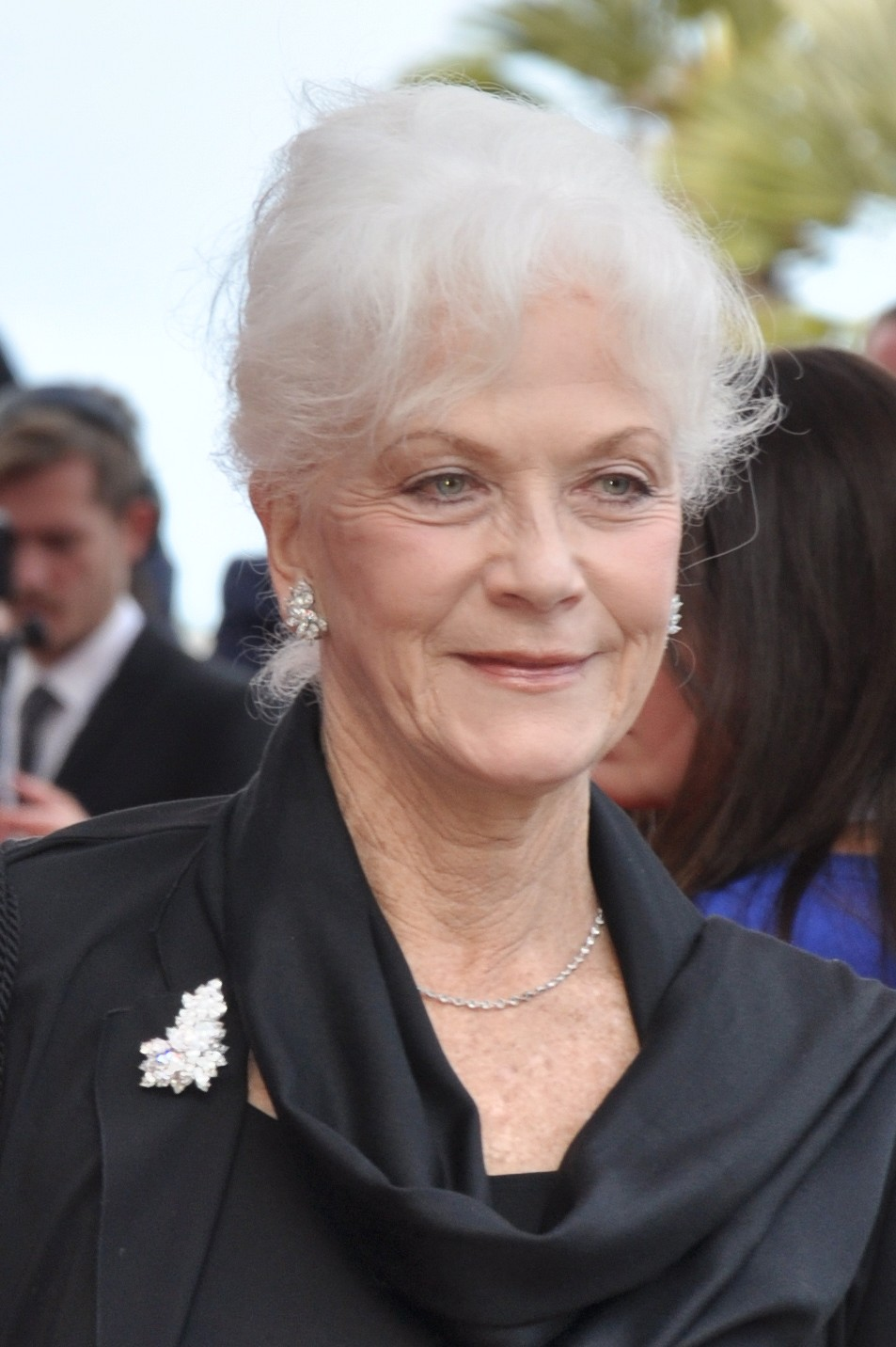
Linda Thorson au de télévision de Monte-Carlo en 2013.

- 1968 - 1969 : Chapeau melon et bottes de cuir (The Avengers) (série) : Tara King (VF Lily Baron)
- 1973 : Angoisse (Thriller) (série) : Toni Tanner
- 1977 : King of Kensington (série) : Suzanne
- 1978 : Le Retour du Saint (Return of the Saint) (série) : Diamond
- 1978 : Les Palmiers du métropolitain : Anna
- 1979 et 1982 : The Great Detective (série) : Sarah Lyall
- 1980 : Matt et Jenny (série) : Ann Winfield
- 1981 : The Two of Us (série) : Melissa
- 1981 : La Loi selon McClain (McClain's Law) (série) : Teri Fields ( VF Evelyn Selena)
- 1984 : The Lost Honor of Kathryn Beck (téléfilm) : Cory Fuhrman
- 1985 : Lime Street (en) (série) : Uli
- 1985 : Hôpital St Elsewhere (série) : Mme Cochrane
- 1986 : Equalizer (série) : une espionne industriel
- 1986 : Spenser (Spenser for Hire) (série) : Karen Cooper
- 1986 : Clair de lune (Moonlighting) (série) : Agent Gregory
- 1987 : Dynastie (Dynasty) (série) : Dr Mansfield
- 1987 : Histoires de l'autre monde (Tales from Darkside) (série) : Elizabeth
- 1987 : The Bronx Zoo (série) : Connie Delvecchio
- 1987 - 1988 : Marblehead Manor (série) : Hillary Stonehill
- 1988 : Buck James (série) : Laura Browne
- 1989 : La Maison en folie (Empty Nest) (série) : Janice Brattle
- 1989 - 1992 : On ne vit qu'une fois (One Life to Live) (série) : Julia Medina
- 1990 : Monsters (série) : Jessica
- 1993 : Un privé sous les tropiques (Sweating Bullets) (série) : Janet
- 1993 : Star Trek : La Nouvelle Génération (Star Trek : The Next Generation) (série) : Gul Ocett
- 1994 : Street Legal (en) (série) : Ellen Filipchuk
- 1994 : E.N.G. (série) : Barbara Stollery
- 1994 et 1996 : Kung Fu, la légende continue (Kung Fu: The Legend Continues) (série) : Geena Sinclair / Helen Richmond
- 1997 : FX, effets spéciaux (série) : Cassandra Delarossa
- 1997 : Dead Silence (téléfilm) : Constance Stanley
- 1998 - 1999 : Émilie de la nouvelle lune (Emily of New Moon) (série) : Isabel Murray
- 1999 : The Hoop Life (série) : Emily Yeager
- 2001 : New York, police judiciaire (Law & Order) (série) : Martha Taylor
- 2006 : Affaires non classées (Silent Witness) (série) : Anne Wheaton
- 2006 : Deux mariages de trop (The Wives He Forgot) (téléfilm) : Eva
- 2006 : Vital Signs (série) : Mme Percy
- 2006 - 2007 : Emmerdale Farm (série) : Rosemary King
- 2008 : Doctors (série) : Caro Francis
- 2012 : Les pouvoirs de Toby (TV) : Mrs. Slatterly
- 2011 : Méfiez-vous des apparences (Committed) (téléfilm) : Isadora
- 2019 : Soupçon de magie, la remise des diplômes : Mme Hansen
- 2020 : Little Birds (série) : Gladys Savage
- 2020-2023 : The Hardy Boys (série) : Gloria Estabrook
- 2021 : Il faut sauver le mariage de ma sœur (The Vows We Keep) (téléfilm) : Simone